# Pseudomorphacris
Pseudomorphacris är ett släkte av insekter. Pseudomorphacris ingår i familjen Pyrgomorphidae.
Kladogram enligt Catalogue of Life:
| Pseudomorphacris | \| \| Pseudomorphacris brachyptera \| \| \| \| \| \| Pseudomorphacris hollisi \| \| \| \| \| \| Pseudomorphacris notata \| \| \| \| |
|                  | \| \| Pseudomorphacris brachyptera \| \| \| \| \| \| Pseudomorphacris hollisi \| \| \| \| \| \| Pseudomorphacris notata \| \| \| \| |
|                  | Pseudomorphacris brachyptera |
|                  | |
|                  | Pseudomorphacris hollisi |
|                  | |
|                  | Pseudomorphacris notata |
|                  | |